# Baumier
Pour les articles homonymes, voir Baumier (homonymie).
Dacryodes macrophyllus
Espèce
Synonymes
- Canarium macrophyllum Oliv.[1]
- Pachylobus macrophylla (Oliv.) H.J.Lam[1]

Le baumier, arbre à baume ou balsamier (Dacryodes macrophylla) est un arbre fruitier d'Afrique de la famille des Burseraceae.
Noms vernaculaires : Atom, Atombo, Tombé, Oninga, Munyinga, Tombo-mugatsi…

## Description
C'est un grand arbre d'environ 25 m de haut[réf. nécessaire], caractérisé par un tronc muni, à la base, de racines adventives pouvant s'écarter du tronc et former des piliers de soutènement. Son écorce est d'un blanc grisâtre et laisse s'écouler une résine blonde ou rouge qui est très odorante. Le bois est blanc-grisâtre, assez dense et à fibres entremêlées ce qui ne lui donne pas une grande valeur marchande.  Les feuilles sont grandes et à cinq folioles imparipennées de couleur vert sombre, luisante à la face supérieure et vert clair à la face inférieure; la nervure centrale est saillante. Les fleurs en grappes donnent des fruits comme des prunes noires à maturité et à chair vineuse, sucrée et parfumée qui tache, de manière indélébile, les habits des maladroits. Le fruit est une drupe.

## Utilisation
Les fruits se mangent souvent crus, ils sont très appréciés des humains, des primates et des oiseaux et se trouvent en grandes quantités notamment dans la région d'Oyem au Gabon où ils portent le nom de « Tom ». La résine huileuse est douée de propriétés cicatrisantes.
La pulpe du fruit est comestible.  